# José María Asúa
José María Asua (Zaratamo, 1953) és un químic basc, catedràtic d'enginyeria química de la Universitat del País Basc i director de Polymat, l'Institut de Recerca de Materials Polimèrics.

## Educació
Asua va obtenir la seva llicenciatura en Ciències Químiques per la Universitat de Bilbao el 1975, i va realitzar el seu doctorat en química a la Universitat de Saragossa, investigant la desactivació de catalitzadors sòlids.

## Recerca i carrera professional
En 1978, es va incorporar a la Facultat de Ciències Químiques de la Universitat del País Basc per a investigar l'assignatura de reactors de polimerització. Va realitzar una estada post-doctoral en la Universitat de Lieja (Bèlgica) investigant la hidrodinàmica dels reactors de llit de degoteig (TBR), i ha passat anys sabàtics a la Universitat de Lehigh (EE. UU.) com a becari Fulbright i a la Universitat de Waterloo (el Canadà) com a professor visitant. També és professor visitant de les universitats Catòlica de Lovaina (Bèlgica) i Dortmund (Alemanya). El Professor Asúa és reconegut internacionalment en el camp de recerca fonamental en processos de polimerització industrialment importants, desenvolupant estratègies de producció de polímers dispersos en aigua basades en el coneixement. També ha estat impulsor de les relacions entre la universitat i la indústria, dirigint més de 30 projectes industrials; i ha format part del comitè científic de molts congressos internacionals i estat director d'un NATO Advanced Study Institute.

## Premis i guardons
- Premi a l'Excel·lència Investigadora de la Reial Societat Espanyola de Química, 2017[6]
- Premi a la Invenció i Recerca en Química Aplicada "Professor Martínez Moreno" per la Universitat de Sevilla i la Fundació García-Cabrerizo, 2015.[3]
- Premi Euskadi de Recerca, 2005[7]
- Membre de Jakiunde, l'Acadèmia de les Ciències, de les Arts i de les Lletres del País Basc[5]
- Premi Rhône Poulenc a la Innovació en Tecnologies Netes[5]

## Publicacions
Asua és autor d'un llibre i editor dels llibres 'Polymeric Dispersions: Principles and Applications' (1997) i 'Polymer Reaction Engineering' (2007).Ha publicat més de 230 articles i és coautor de 4 patents. És membre dels comitès editorials de Macromolecular Reaction Engineering, Macromolecular Materials and Engineering i Chemical Engineering Journal, ha estat Editor associat de Polymer Reaction Engineering. Ha impartit 45 conferències convidades i plenàries i més de 150 conferències i pòsters en congressos internacionals. És coautor de 4 patents i ha dirigit 33 tesis doctorals.